# 21st Regiment of Light Dragoons (1760–1763)
Das 21st Regiment of (Light) Dragoons (Royal Windsor Forresters) war ein Kavallerieregiment der britischen Armee, das von 1760 bis 1763 bestand.

## Geschichte
Während des Siebenjährigen Krieges wurde das Regiment am 5. April 1760 von Lieutenant-General John Manners, Marquess of Granby (1721–1770) aufgestellt. Dieser wurde Colonel des Regiments, während dessen Bruder Colonel Lord Robert Manners-Sutton (1722–1762), das Regiment als Colonel Commandant anführte.
Das Regiment umfasste sechs Troops mit insgesamt 31 Offizieren und 468 Unteroffizieren und Troopern. Es trug scharlachrote Uniformen mit silbernen Knopflöchern und dunkelblauen Aufschlägen.
Das Regiment trat in Newark-on-Trent zusammen und wurde durchgängig in England, vorwiegend in York, stationiert und wurde zur Unterdrückung innerer Unruhen sowie zur Bewachung französischer Kriegsgefangener eingesetzt.
Nach Abschluss des Friedens von Paris wurde das Regiment am 3. März 1763 in Nottingham aufgelöst.